# Vicente Engonga
Pour les articles homonymes, voir Engonga.
Vicente Engonga Maté, (né le 20 octobre 1965 à Barcelone) est un footballeur puis entraîneur espagnol occupant le poste de milieu de terrain.

## Débuts et vie personnelle
Natif de Barcelone, Vicente Engonga passe son enfance en Cantabrie. Il intègre alors le club où son père évolue, le RS Gimnástica de Torrelavega avant de jouer au Sporting Mahonés de 1986 à 1991.
Il est le frère aîné d'Óscar Engonga, footballeur ayant aussi évolué au poste de milieu de terrain et qui a entraîné l'équipe de Guinée équatoriale de football.

## Carrière de joueur

### En club
En 1991, Vicente Engonga rejoint la Liga en signant au Real Valladolid. À la fin de cette saison, Valladolid est relégué. Engonga rejoint alors le Celta de Vigo. Avec ce club, il atteint la finale de la Coupe du Roi en 1994. Cette même année, Engonga signe au Valence CF. Il joue trois saisons avec le club valencian où il joue une nouvelle finale de Coupe du Roi en 1995. Son club suivant est le RCD Majorque où il joue de 1997 à 2002. Il perd pour la troisième fois en finale de coupe nationale en 1998. Quelques mois plus tard, il remporte la Supercoupe d'Espagne aux dépens du FC Barcelone. Cette même saison, il dispute et perd la finale de la Coupe des coupes par deux buts à un contre la Lazio. À la fin de son contrat avec Majorque, Engonga rejoint le Real Oviedo qui est alors en deuxième division. Après six mois dans ce club, Engonga s'engage avec Coventry. Six mois plus tard, Engonga arrête sa carrière.

### En sélection
Sa première sélection en équipe nationale a eu lieu le 23 septembre 1998 contre la Russie. Il a joué 14 fois pour La Roja et a inscrit 1 but. Il a fait partie de la sélection pour l'Euro 2000 et y dispute un match contre la Slovénie.
Il joue également avec l'équipe de Cantabrie de football.

## Carrière d'entraîneur
Au terme de sa carrière de joueur, il rejoint l'encadrement technique du RCD Majorque. Il quitte le club en 2008 pour rejoindre la sélection de Guinée équatoriale et succède alors à son frère. Il entraîne l'équipe B de Majorque à partir de 2011.

## Palmarès
- Celta de Vigo :
  - Coupe du Roi : Finaliste en 1993–1994

- Valence CF :
  - Coupe du Roi : Finaliste en 1994–1995

- RCD Majorque :
  - Supercoupe d'Espagne : Vainqueur en 1998
  - Coupe d'Europe des vainqueurs de coupe : Finaliste en 1998-1999
  - Coupe du Roi : Finaliste en 1997-1998